# Condado de Aldaz

Escudo de Larráun, a cuyo municipio pertenece la localidad de Aldaz, Navarra.

El condado de Aldaz es un título nobiliario español creado el 9 de mayo de 1874 por el pretendiente al trono Carlos María de Borbón y Austria-Este —conocido como «Carlos VII»— en favor de José María Juanmartiñena y Juanmartiñena, ingeniero y fundador de los Monasterios de Aldaz y Lecummberri.
Fue reconocido como título del reino en 1953, cuando recayó en Juan José de Juanmartiñena y Oteiza, II conde de Aldaz. Posteriormente, en 2008, el rey Juan Carlos I procedió a rehabilitarlo a favor de María Victoria Juanmartiñena Oyamburu.
Su denominación hace referencia la localidad española de Aldaz, municipio de Larráun, en la Comunidad Foral de Navarra.

## Condes de Aldaz
|                                                    | Titular                                            | Periodo                                            |
| Creación por Carlos María de Borbón y Austria-Este | Creación por Carlos María de Borbón y Austria-Este | Creación por Carlos María de Borbón y Austria-Este |
| -------------------------------------------------- | -------------------------------------------------- | -------------------------------------------------- |
| I                                                  | José María Juanmartiñena y Juanmartiñena           | 1874-¿?                                            |
| Reconocimiento por Francisco Franco                |                                                    |                                                    |
| II                                                 | Juan José de Juanmartiñena y Oteiza                | 1954-¿?                                            |
| Rehabilitación por Juan Carlos I                   |                                                    |                                                    |
| III                                                | María Victoria Juanmartiñena Oyamburu              | 2009-actualidad                                    |

## Historia de los condes de Aldaz
- José María Juanmartiñena y Juanmartiñena, I conde de Aldaz.

Tras solicitud cursada el 24 de diciembre de 1948 (BOE del 3 de enero siguiente), un decreto del 26 de junio de 1953, publicado en el BOE del 6 de julio, reconoció a Juan José de Juanmartiñena y Oteiza, así como a sus hijos y legítimos sucesores, el derecho a «ostentar y usar el título carlista de Conde de Aldaz». El mismo sucedió el 3 de diciembre de 1954:
- Juan José de Juanmartiñena y Oteiza, II conde de Aldaz.

Casó con María del Carmen de Oyamburu y Salegui. El 3 de marzo de 2009, tras solicitud de rehabilitación cursada el 4 de octubre de 2006 (BOE del 11 de noviembre) y decreto del 14 de noviembre de 2008 (BOE del día 28 de ese mes) aprobando dicha pretensión, le sucedió su hija:
- María Victoria Juanmartiñena Oyamburu, III condesa de Aldaz.